# 陇海快速路
陇海快速路 (又称陇海高架路)，是河南省郑州市的一条高架快速道路，全长26.5公里，是郑州市“环形+井字”快速路网体系中的一条东西向主干快速路。

## 简介

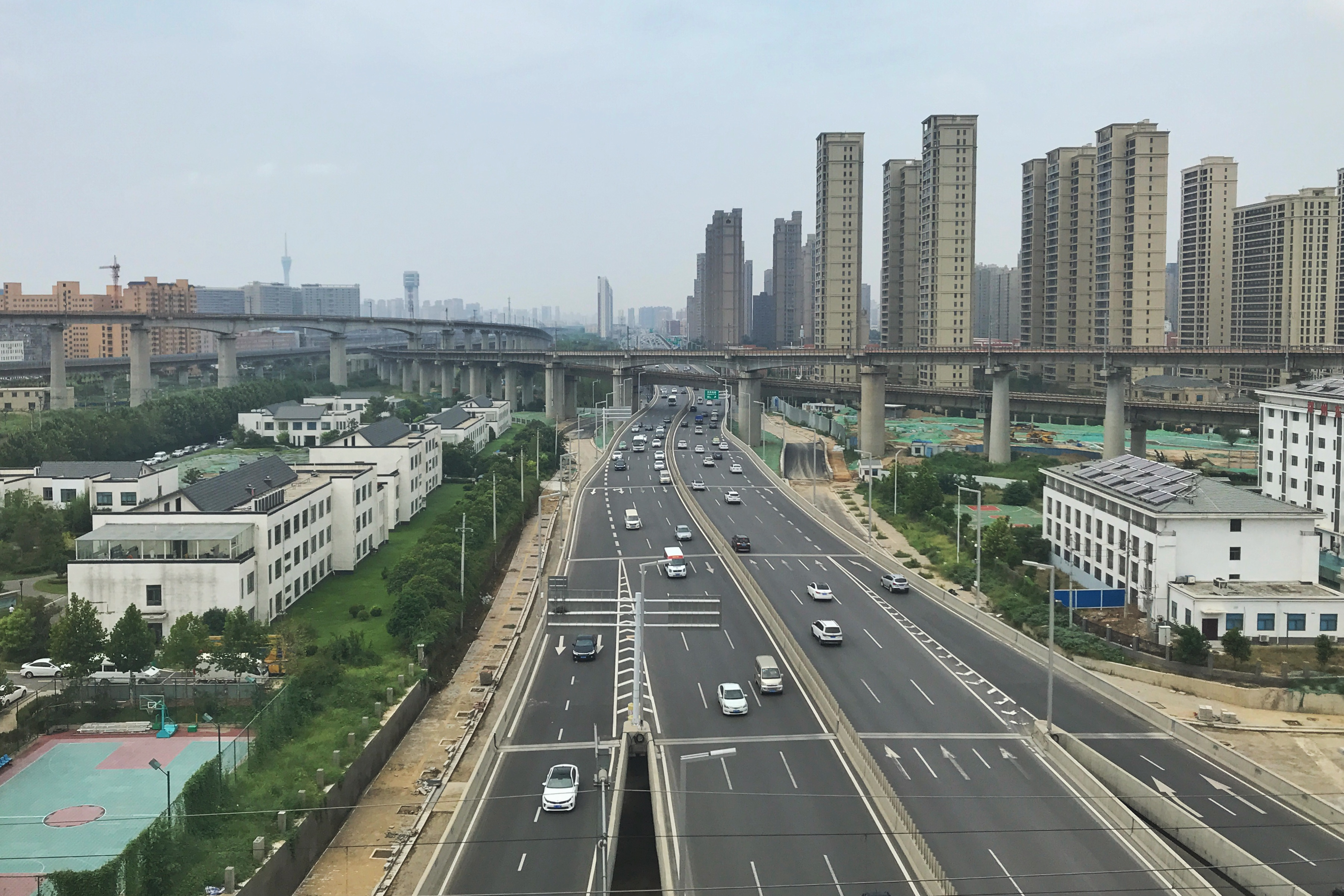
东三环路附近的陇海快速路

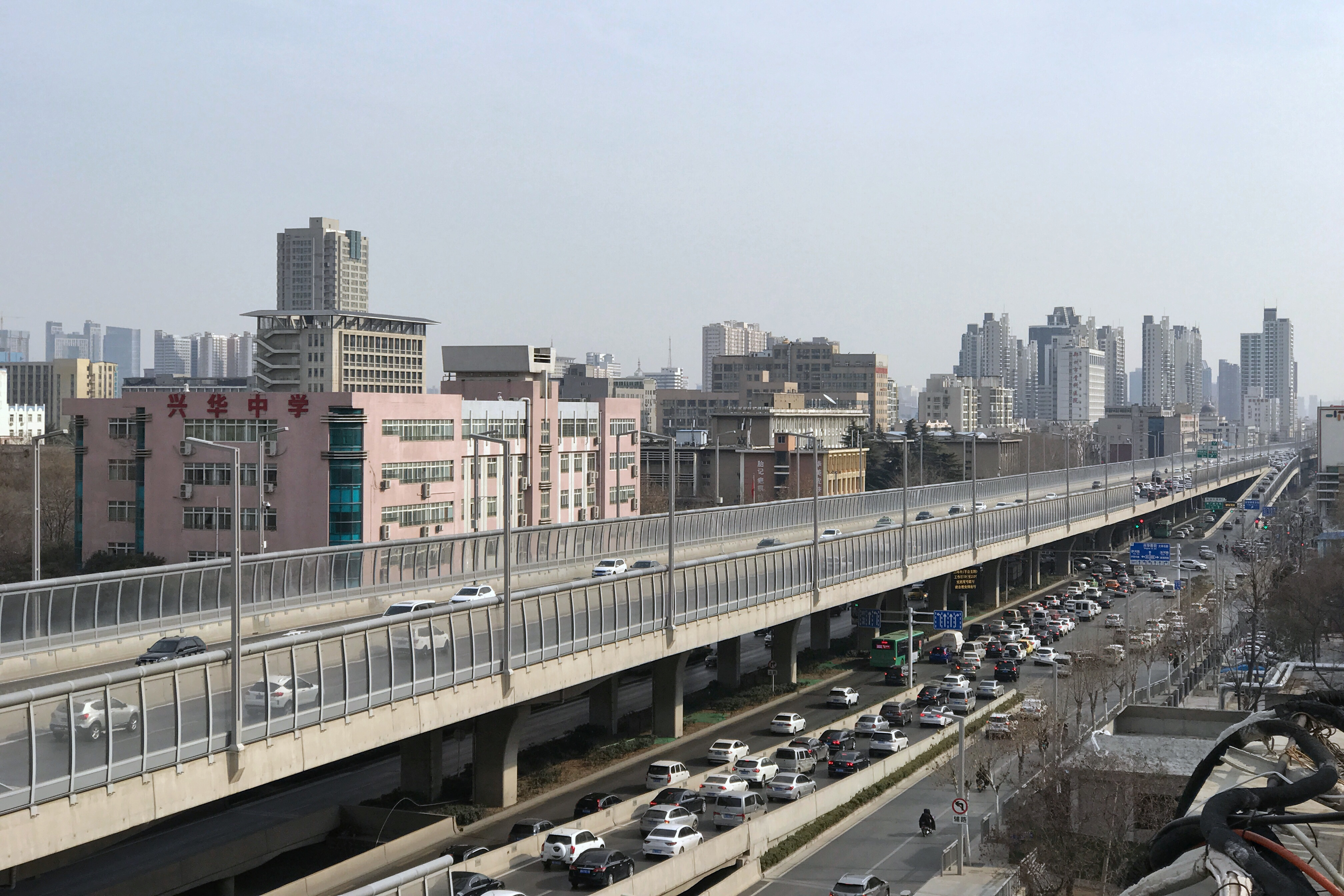
陇海快速路嵩山南路出入口附近

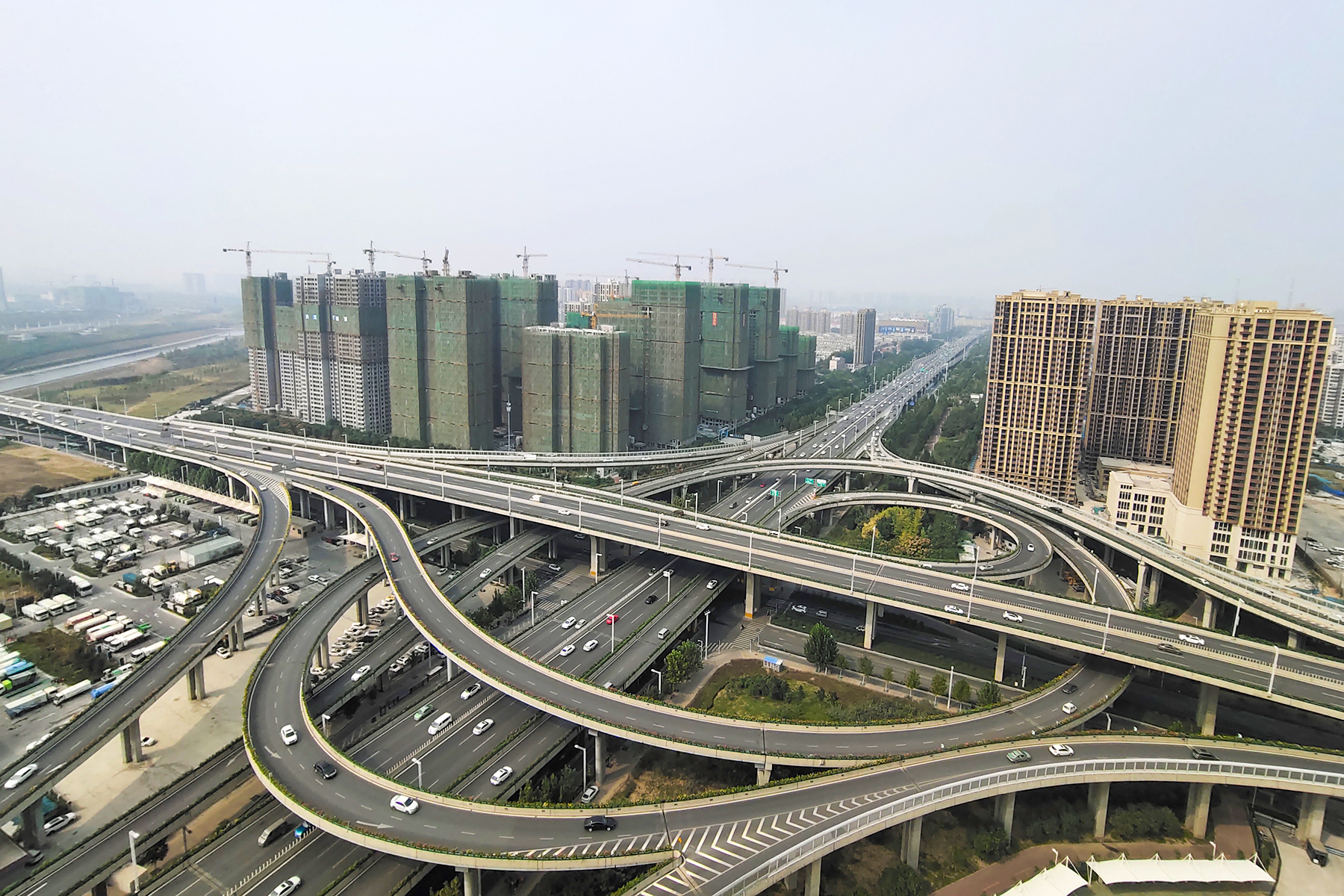
陇海快速路与西三环互通立交

陇海快速路西起陇海西路与新田大道交叉口东侧，自西向东分别沿陇海路、货站街、永平路、安平路上方高架架设，东端止于圃田附近的商都路，全程均为双向6车道高架道路。
郑州快速公交B5路大部分路线均位于陇海快速路桥底。

## 历史
陇海快速路于2013年10月7日开工建设，并分三段通车：
- 2014年12月31日，新田大道至大学路段通车[2]。
- 2015年1月26日，大学路至明理路段通车[3]。
- 2015年11月，明理路以东部分通车。11月20日，陇海快速路与京港澳高速公路实现互通互联[4]。

## 出入口列表
陇海快速路出入口自东向西如下表所示：
| 地区                                                                                         | 里程 | 类型       | 名称     | 连接                   | 说明                                     |
| -------------------------------------------------------------------------------------------- | ---- | ---------- | -------- | ---------------------- | ---------------------------------------- |
| 郑州市 管城回族区                                                                            |      | 主线出入口 |          | 商都路                 |                                          |
| 郑州市 管城回族区                                                                            |      | 出入口     | 圃田互通 | 京港澳高速             | 只有西向入口及东向出口                   |
| 郑州市 管城回族区                                                                            |      | 出入口     | 明理路   | 明理路                 | 只有西向入口及东向出口                   |
| 郑州市 管城回族区                                                                            |      | 枢纽       | 东三环   | 东三环路               |                                          |
| 郑州市 管城回族区                                                                            |      | 出入口     | 东风南路 | 东风南路               |                                          |
| 郑州市 管城回族区                                                                            |      | 出入口     | 黄河南路 | 黄河南路               |                                          |
| 郑州市 金水区                                                                                |      | 枢纽       | 中州大道 | 中州大道 郑州机场高速  |                                          |
| 郑州市 管城回族区                                                                            |      | 出入口     | 未来路   | 未来路、玉凤路、货站街 |                                          |
| 郑州市 管城回族区                                                                            |      | 出入口     | 紫荆山路 | 紫荆山路               |                                          |
| 郑州市 管城回族区                                                                            |      | 出入口     | 钱塘路   | 钱塘路                 | 西向车辆可前往 郑州站东广场 只有西向出口 |
| 郑州市 二七区                                                                                |      | 出入口     | 一马路   | 一马路                 | 东向车辆可前往 郑州站东广场 只有东向出口 |
| 郑州市 二七区                                                                                |      | 枢纽       | 京广路   | 京广快速路 京广路      | 可前往 郑州站西广场 无东向入口           |
| 郑州市 二七区                                                                                |      | 出入口     | 大学路   | 大学北路、大学中路     | 只有东向入口及西向出口                   |
| 郑州市 二七区                                                                                |      | 出入口     | 嵩山南路 | 嵩山南路               |                                          |
| 郑州市 中原区                                                                                |      | 出入口     | 桐柏南路 | 桐柏南路               | 只有东向入口及西向出口                   |
| 郑州市 中原区                                                                                |      | 出入口     | 华山路   | 华山路                 | 只有东向出口及西向入口                   |
| 郑州市 中原区                                                                                |      | 枢纽       | 西三环   | 西三环路               |                                          |
| 郑州市 中原区                                                                                |      | 出入口     | 雪松路   | 雪松路                 |                                          |
| 郑州市 中原区                                                                                |      | 枢纽       | 西四环   | 西四环路               |                                          |
| 郑州市 中原区                                                                                |      | 出入口     | 常州路   | 常州路                 | 只有东向入口及西向出口                   |
| 郑州市 中原区                                                                                |      | 主线出入口 |          | 陇海西路、新田大道     |                                          |
| 1.000 英里 = 1.609 千米；1.000 千米 = 0.621 英里 并行路段 • 已关闭／取消 • 限制进入 • 未开放 |      |            |          |                        |                                          |